# Sông Johor

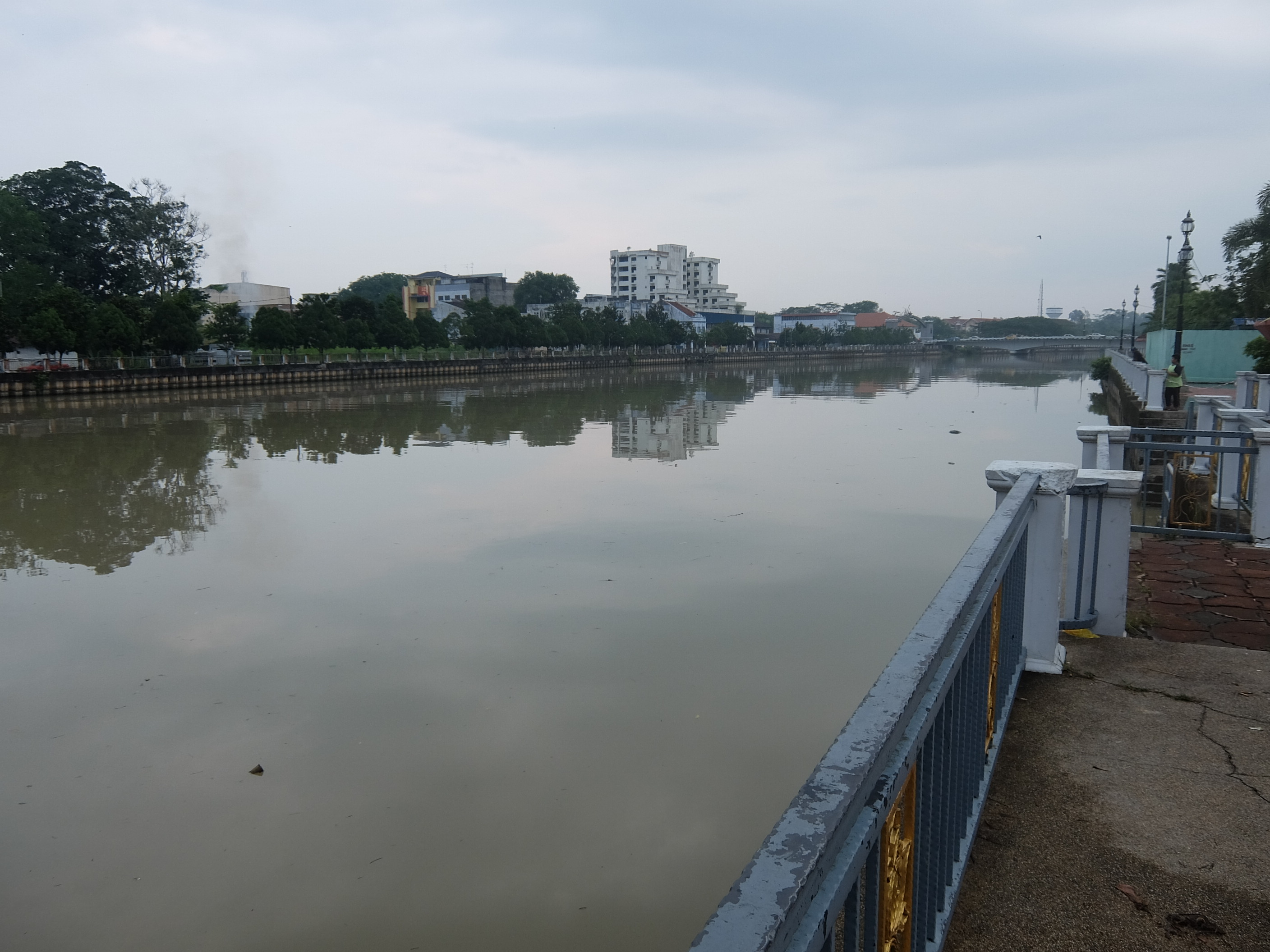
Sửa đổi Sông Johor

Sông Johor (tiếng Mã Lai: Sungai Johor) là con sông chính ở bang Johor, Malaysia. Sông có chiều dài 122.7 km, lưu vực 2,636 km², chảy theo hướng Bắc-Nam. Thượng nguồn sông ở núi Gemuruh và đổ vào eo biển Johor. Nhánh chính của sông này là Sayong, Linggui, Tiram và Lebam.
Cầu Sungai Johor khánh thành vào tháng 6 năm 2011, là cây cầu đầu tiên bắc qua sông và hiện là cầu bắc qua sông dài nhất tại Malaysia.